# Омельченко Любов Михайлівна
Любов Михайлівна Омельченко (1917 — ?) — радянська діячка, секретар Житомирського обласного комітету КПУ з питань ідеології. 

## Біографія
Освіта вища. Член ВКП(б) з 1943 року.
На 1952—1954 роки — секретар Житомирського міського комітету КПУ.
14 червня 1954 — жовтень 1959 року — секретар Житомирського обласного комітету КПУ з питань ідеології.
Подальша доля невідома.

## Нагороди
- орден Трудового Червоного Прапора (26.02.1958)
- медалі